# Ein Hashofet
Ein Hashofet sau Ein HaShofet (în ebraică:עֵין הַשּׁוֹפֵט, înseamnă „Izvorul judecătorului”) este un kibuț în nordul Israelului. Situat pe Înălțimile Menashe (Ramat Menashe), la circa 30 km de orașul Haifa și 3 km sud de orașul Yokneam Ilit , kibuțul face parte din teritoriul aflat sub jurisdicția Consiliului regional Megiddo.
Ein Hashofet a fost întemeiat de doua grupuri de tineri evrei, membri ai Hashomer Hatzair veniți din Polonia și din Highland Mills, New York. În 1937 ei s-au așezat inițial în 1937 pe colina Ji'ara, iar ulterior , în 1938 în actuala așezare.
Localitatea  a fost numită Ein Hashofet - Izvorul Judecătorului  - în cinstea lui Louis D. Brandeis (1856-1941), judecător la Curtea Supremă a Statelor Unite, care a fost și un conducător de seamă al mișcării sioniste din Statele Unite. Lângă kibuț curge un izvor.
Kibuțul posedă trei companii industriale care produc piese metalice, majoritatea pentru vehicole, și produse de iluminat.

## Geografie
Eih Hashofet se află pe Înălțimile Menashe (Ramat Menashe), la 5 kn sud de orașul Yokneam Ilit. În apropiere se mai află kibuțurile Ramat Hashofet, Dalia și dealul Ji'ara. Se poate ajunge la kibuț prin drumurile 6954 și 6953, care sunt conectate la șoseaua rapidă 66 și șoseaua regională 672.

## Istorie

### Întemeierea așezării
Fondatorii kibuțului proveneau din două grupuri de tineri evrei. Cel dintâi grup numit Banir era format din membri ai mișcării Hashomer Hatzair veniți din Polonia. El s-a format în anul 1931 în orașul Częstochowa și au sosit în Palestina mandatară în 1934. Mai întâi au urmat un curs de pregătire la Ein Hahoresh. Al doilea grup erau tot membri ai Hashomer Hatzair, dar din Highland Mills, New York. Acesta s-a format în 1922 și a ajuns în Palestina în 1931, fiind instruiți în domeniul agriculturii la Mishmar Haemek. Numărul lor era 17 în 1931 și a crescut la 30 în 1933. În 1934 ei s-au mutat în așezarea de tip moshavá Hadera. Ei s-au unit acolo cu tovarășii lor veniți din Polonia în mai 1934, alcătuind nucleul Banir-Amerika. Ei au muncit împreună în Hadera.
Kibuțul a fost înființat inițial pe locul așezării arabe și dealului Ji'ara (în ebraică - Ghivat Noah), la circa un kilometru distanță de actuala lui așezare. Pământurile satului aparțineau unui moșier palestinian din familia Salah care locuia la Haifa și erau locuite de țărani arendași arabi locali. În 1936 ele au fost achiziționate de la proprietar de către Fondul Național Evreiesc (Keren Kayemet), care a despăgubit pe țăranii evacuați. 
Fondurile pentru cumpărare - circa 70,000 USD au fost adunate de Louis D. Brandeis, renumit avocat și judecător, care se număra printre conducătorii sioniștilor din S.U.A. Kibuțul a fost numit în onoarea sa „Izvorul Judecătorului” - Ein Hashofet.
Ein Hashofet este și primul kibuț întemeiat de evrei din Statele Unite.

### Primii ani

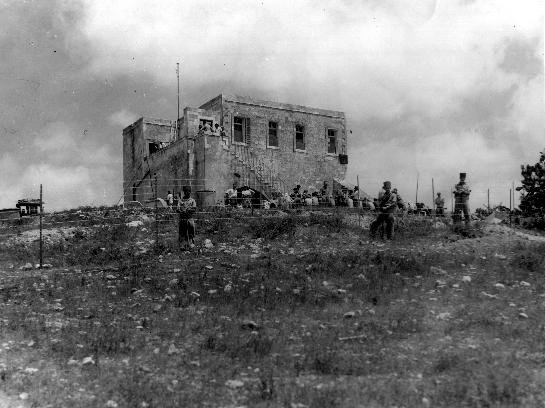
Dealul Ji'ara, în anul 1937m cu fosta vilă de piatră, probabil a unor membri ai familiei Salah, ulterior bază de antrenament a luptătorilor evrei din Palmah și a armatei israeliene, și apoi muzeu

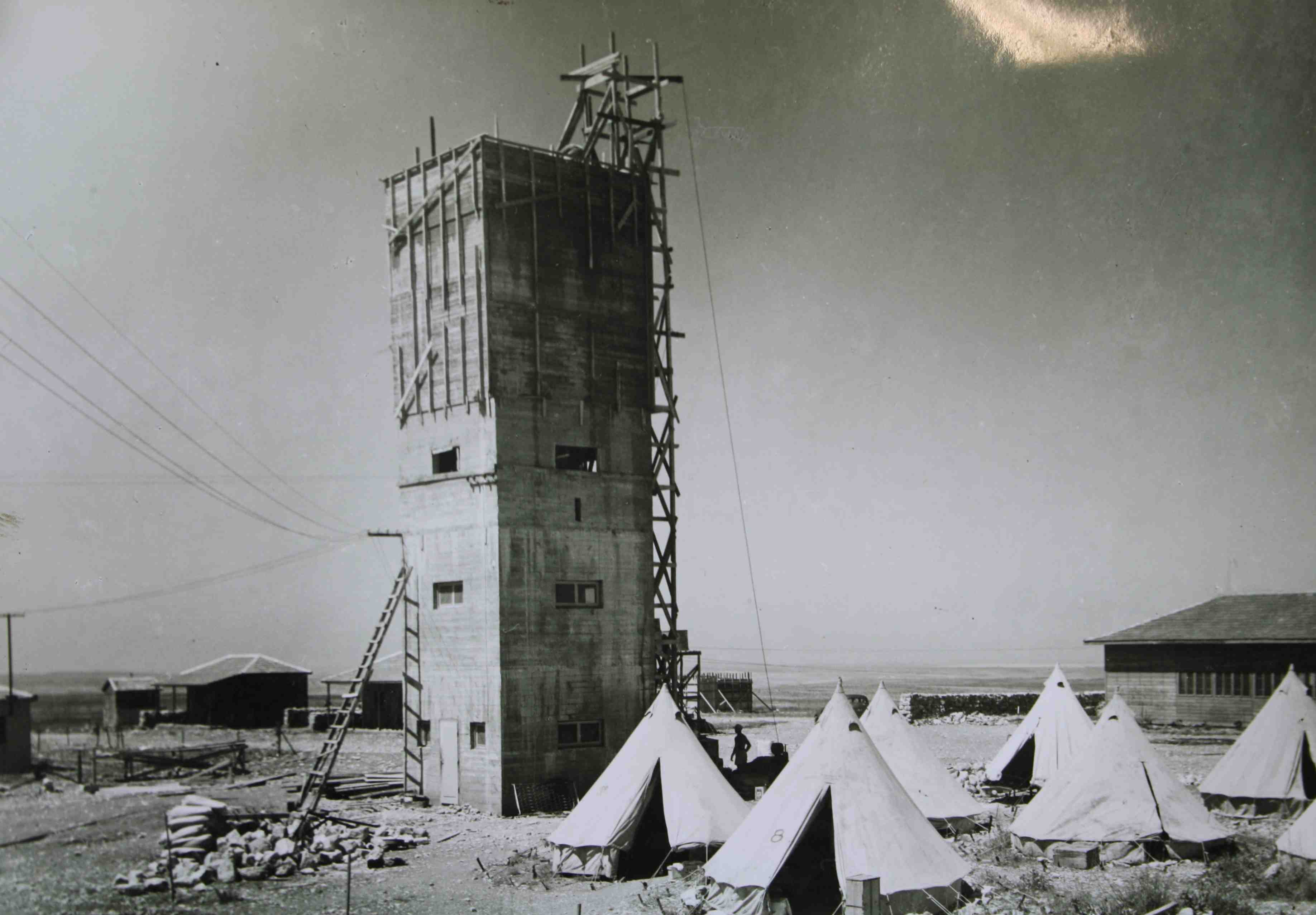
Așezare de tip "Turn și Zid " ("Homá umigdal") la Ein Hashofet

La 5 iulie 1937 primii coloniști au ajuns pe dealul Ji'ara, venind cu echipament, arbori și materiale de construcții din Mishmar Haemek și escortați de luptători din Hagana. Aceasta în vremea Marii Răscoale arabe din Palestina din anii 1936-1939. Ein Hashofet a fost cea dintâi așezare agricolă evreiască înființată pe Înălțimile Menashe. 
Tinerii au șezut pe dealul Ji'ara vreme de un an, mutându-se apoi în octombrie 1938 pe locul definitiv al așezării.  Mulți dintre ei  au devenit membri in organizația paramilitară subterană evreiască Hagana și în poliția evreiască palestiniană (Notrim).
În martie-aprilie 1938 așezarea a fost atacată în mai multe rânduri de către arabi. Doi locuitori au fost uciși.
În anul 1943 numărul locuitorilor a ajuns la 137 adulți și 80 copii, iar suprafața localității era de 500 hectare.
În ciuda lipsei de apă și a reabilitării dificile a pământului deluros, în 1948, cu o populatie de 450 persoane, kibuțul Ein Hashofet devenise o fermă reușită, cu livezi, culturi de cereale, crescătorie de vaci, oi și pui. 
Din 1939, în anii 1940 la Ji'ara a funcționat o bază centrală de antrenamente a organizației evreiești de luptă Hagana, unde au fost instruiți luptători ai unităților de elită ale acesteia - Palmah,între care Moshe Dayan, Itzhak Rabin, Tzvi Tzur, Haim Bar-Lev, Yeshayahu Gavish etc. În fruntea cursurilor de antrenament a stat un timp Igal Allon.
Între membrii kibuțului s-a numărat Shimon Avidan (1911-1994), general, comandantul brigăzii Givati (Ghivati) în Războiul de independență al Israelului

### După întemeierea statului Israel

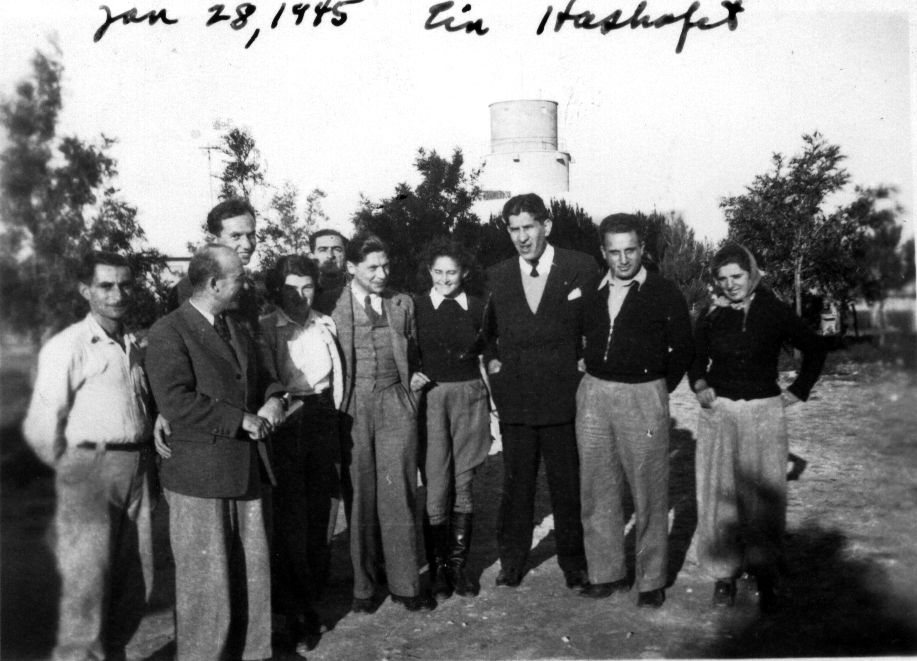
Oaspeți la kibuțul Ein Hashofet în 1945: al cincilea din dreapta - scriitorul Arthur Koestler

Până în anul 1962 kibuțul a mai integrat cinci grupuri de aderenți. Două din ele erau ale unor supraviețuitori ai Holocaustului, mai ales din Austria, iar celelalte ale unor tineri din Israel.
Ji'ara a continuat să servească drept bază de antrenament a Nahal, unitățile de luptători agricultori ale armatei israeliene și cursuri de ofițeri ale brigazii Golani. Ulterior a fost baza de antrenament a unităților premilitare de tineret Gadna. Până în 2015 a funcționat în clădirea de piatră de pe deal un muzeu închinat organizației Haganá.  
Ein Hashofet este un „kibuț shitufí” care a trecut în ultimile decenii printr-un proces de privatizare parțială.  
Principala sursă de venituri a kibuțului este industria reprezentată de trei întreprinderi: Mivrag (începând din 1950) - care produce șuruburi și alte piese metalice prelucrate prin presare rece, „Eltam” (din 1967 (care produce produse de iluminat și 1999 „Mag EH” care produce piese de metal pentru industria vehiculelor. (dupa 2001 cu o filială la Knoxville, Tennessee, în Statele Unite) De asemenea sunt prezente și alte ramuri economice:  creșterea de vite (circa 270 capete) pentru lapte și carne, creșterea de păsări de curte, plantații de avocado și cereale. De asemenea s-a înființat o companie de servicii în domeniul computerizării.
Kibuțul beneficiază de o infrastructură dezvoltată - două magazine,  o sală de cinema, o piscină, o sală de gimnastică, o seră de plante ornamentale, o mică grădină zoologică, o spălătorie, o bibliotecă , terenuri de tenis, o cantină și un cămin de bătrâni.